# ميرفانا يوجيتش سالكيتش
ميرفانا يوجيتش سالكيتش مواليد 14 مايو 1980 في زينيتسا، جمهورية البوسنة والهرسك الاشتراكية، جمهورية يوغوسلافيا الاشتراكية الاتحادية، هي لاعبة كرة مضرب بوسنية سابقة بدأت مسيرتها كمحترفة سنة 1999 وكانت تلعب باليد اليمنى، اعتزلت اللعب في 2014. أعلى تصنيف لها في الفردي كان المركز الـ 99 في سنة 2004. أعلى تصنيف لها في الزوجي كان المركز الـ 59 في سنة 2006. سبق أن شاركت في دورة الألعاب الأولمبية الصيفية.

## الخط الزمني للفردي
مفتاح
| ف | ن | ن.ن | ر.ن | د# | د.م | ل | أ.أ | ت | غ | ب | ف | ذ | م.خ | ل.ت |

(ف) فاز بالبطولة (ن) وصل النهائي (ن.ن) نصف النهائي (ر.ن) ربع النهائي (د#) الأدوار الأربعة الأولى (د.م) دور المجموعات (ل) شارك في كأس ديفيز (أ.أ) خرج من الأدوار الاولى (ت) خسر التصفيات التأهيلية (غ) غاب عن الحدث أو البطولة (ب) حصل على ميدالية برونزية (ف) حصل على ميدالية فضية (ذ) حصل على ميدالية ذهبية (م.خ) بطولة الماسترز خُفضت إلى مرتبة أقل (ل.ت) البطولة لم تعقد في السنة المعينة.
لتجنب الارتباك وازدواجية الحساب، يتم تحديث هذه المعلومات إما في نهاية البطولة، أو عندما تكون مشاركة اللاعب في البطولة قد انتهت.
| دورات الجراند سلام |    |    |    |   |   |    |   |   |   |    |     |
| أستراليا المفتوحة  | ت2 | غ  | ت1 | غ | غ | ت2 | غ | غ | غ | ت2 | 3–4 |
| فرنسا المفتوحة     | د1 | د1 | ت1 | غ | غ | ت1 | غ | غ | غ | ت1 | 3–5 |
| بطولة ويمبلدون     | د1 | ت2 | ت2 | غ | غ | ت3 | غ | غ | غ | ت1 | 4–5 |
| أمريكا المفتوحة    | ت3 | ت1 | غ  | غ | غ | غ  | غ | غ | غ | غ  | 2–2 |

## روابط خارجية
- ميرفانا يوجيتش سالكيتش على موقع رابطة محترفات التنس (الإنجليزية)
- ميرفانا يوجيتش سالكيتش على موقع الاتحاد الدولي لكرة المضرب (الإنجليزية)
- ميرفانا يوجيتش سالكيتش على موقع كأس بيلي جين كينغ (الإنجليزية)
- ميرفانا يوجيتش سالكيتش على موقع خلاصة التنس.كوم (الإنجليزية)
- ميرفانا يوجيتش سالكيتش على موقع أوليمبيديا (الإنجليزية)